# 日ノ丸総本社
株式会社日ノ丸総本社（ひのまるそうほんしゃ）は、鳥取県で自動車部品などを販売する事業者である。本社は鳥取県鳥取市古海601-4。
日野自動車鳥取地区総代理店の業務を行っており、日ノ丸グループ各企業の事業持株会社的機能も持っている。

## 関連会社
- 日ノ丸自動車
- 日ノ丸ハイヤー
- 日ノ丸西濃運輸
- 日ノ丸産業
- 日ノ丸観光（ホテルニューオータニ鳥取）
- 日ノ丸印刷
- 日ノ丸鉱業
- 大山日ノ丸証券
- 日ノ丸観光トラベル
- 大和建設
- 丸由
- 日本海テレビジョン放送
- アクティ鳥取
- 鳥取砂丘会館
- 鳥取空港ビルサービス
- ユタカ自動車（子会社）